# Patrick Bernauw
Patrick Bernauw (1962) is een Vlaams auteur. Hij schreef stripscenario's, was productieleider en regisseur bij het Onafhankelijk Radiofonisch Gezelschap Orage, dat luisterspelen en culturele programma's maakte voor vrije radio's. Vanaf 1981 publiceerde Bernauw essays, romans, verhalen, voornamelijk "historische mysteries", en schreef hij toneelstukken, luisterspelen en televisie-scenario's. Hij publiceerde onder andere bij Het Davidsfonds, Manteau, Afijn en Altiora, Averbode. Tot zijn bekendste werken behoren Mysteries van het Lam Gods, in samenwerking met Guy Didelez Het Infernaat en In het teken van de ram, en recenter: Het Bloed van het Lam of Het Illuminati Complot. Hij was van 2004 tot 2025 docent literaire creatie/schrijven aan de Academie voor Podiumkunsten in Aalst, van 2019 tot 2025 aan het Conservatorium van Mechelen. Hij is ten slotte ook actief als digitaal uitgever (Printing On Demand en ebooks) bij vzw de Scriptomanen, met podcast reeksen als Mysterieus België en Ware Misdaad, en maakt woord & beeld collages met blackout poetry.

## Leven
Patrick Bernauw werd geboren op 15 april 1962 in Aalst en woont in Erembodegem. Hij was radio-, tv- en stripscenarist, hoorspelregisseur en hoofdredacteur van de Historische Verhalen. Hij is nu docent creatief schrijven en leidt een eigen uitgeverij annex productiehuis De Scriptomanen. Hij schrijft sinds 1981 romans, verhalen, essays, toneelstukken en radio- en televisie-scenario's - zowel voor volwassenen als voor de jeugd.
Tot zijn bekendste proza-werken behoren de docudetective Mysteries van het Lam Gods (1991) en, in samenwerking met Guy Didelez, de historische jeugdroman In het Teken van de Ram (1996) die in eigen land werd onderscheiden met de Prijs Knokke-Heist voor de Beste Jeugdroman en in Duitsland met de Eule des Monats. Zijn proza-werk voor de jeugd werd voorts nog twee maal bekroond met de John Flandersprijs voor Vlaamse Filmpjes, en het werd vertaald in het Frans, het Duits, het Noors, het Italiaans, het Spaans en het Pools. Voor volwassenen publiceerde hij een reeks historische thrillers, zoals Het Bloed van het Lam (2006), Nostradamus in Orval (2007), Het Illuminati Complot (2008), De Paus van Satan (2011), De Zaak Louis XVII (2012) en Het Geslacht van de Engel (2014). In 2015 publiceerde hij samen met Ysa Pastora 'De Hamer van Thor' (historische non-fictie).
Voor de BRT(N)/VRT, een aantal Nederlandse omroepen, Radio Ostankino (Moskou), New Radio New York en voor de Vlaamse vrije radio's schreef en in het laatste geval regisseerde en produceerde Patrick Bernauw ettelijke luisterspelen. In 1994 ontving hij voor zijn luisterspel La Comédie Française de Provinciale Paul de Mont Prijs voor toneel. Voor de VTM was hij co-scenarist van de series Meester, hij begint weer! en Wittekerke, en hoofdschrijver en storyliner van de jeugdsoap Wat nu weer!? Voor de VRT was hij co-scenarist van de sitcom Alle Maten en van de detective-reeks Sedes & Belli.
Met zijn toneelstukken, die hij vaak zelf regisseerde, viel hij eveneens regelmatig in de prijzen. Dat was onder meer het geval met De Dochter van Calamity Jane, geschreven in samenwerking met Guy Didelez (Wim Verbeke Prijs voor Jeugdtheater, 1997) en de thriller De Minister en het Maffia-Meisje (Sabam Prijs voor Toneel, 1999). Hij was ook actief in het beroepstheater. Zo schreef hij samen met Guy Didelez het figurentheaterstuk voor kleuters, Beerenbodegem (Taptoe, 1997) en met Frank Van Laecke Semper Vivat (Taptoe, 2005).
In 1998 richtte Patrick samen met zijn broer Fernand het muziektheatergezelschap Compagnie de Ballade op, dat zowel voor een volwassenen publiek als voor jongeren speelde. Patrick Bernauw schreef niet alleen de teksten waarvoor zijn broer Fernand de muziek componeerde, maar regisseerde de stukken ook en acteerde erin. Met De Sterke Verhalen Blues trok hij meer dan tien jaar door het hele Vlaamse land. In 2005 werd Compagnie de Ballade onderscheiden met de prestigieuze Visser-Neerlandiaprijs voor Musical, voor de productie Scharpenelle. De groep hield ermee op in 2011.
Momenteel houdt Patrick Bernauw zich vooral bezig met twee podcastseries: Mysterieus België en Ware Misdaad. Hij houdt er ook nog altijd een eigen digitale uitgeverij op na (voor e-books en printing-on-demand), is redacteur en geeft privé schrijfcoachings.

### Fictie
- Mijn lieve spooklidmaat (1983)
- De stillevens van de dood (1985)
- De Witte Vrouw (1986)
- Verschroeide Aarde (1986)
- Het huis op de heuvel (1986)
- Helden van heel even (1987)
- De matrakkenmakers (1987)
- Terugkeer naar Kantelberg (1988)
- De automobiel van Franz Ferdinand (1989)
- De angst en Nona (1990)
- Dromen van een farao (1991)
- De rechtvaardige rechters (1992)
- De schat van Orval (1992, samen met Guy Didelez)
- De grote jacht. (1992, illustraties van Walter Laureysens)[1]
- De moord op Albert I (1993, samen met Guy Didelez)
- Het Schrikbewind (1994)
- In het teken van de Ram (1996, samen met Guy Didelez)
- De vloek van Macbeth (1996, samen met Luc Schoonjans)
- Spookrijders (1997)
- De Zwarte Spiegel (1998)
- Hof van Mirakelen (1999)
- De Keizerin van Mexico (1999, samen met Guy Didelez)
- Het Infernaat (2000, samen met Guy Didelez)
- De Komedianten van de Bastille (2000)
- Het Februaricomplot (2000, samen met Guy Didelez)
- Duistere Middeleeuwers (2001, samen met Guy Didelez)
- De Engel van Mons (2002)
- Twee Koningskinderen (2002)
- Een lek in de hel (2003)
- Speeltje (2003, samen met Guy Didelez)
- Nu slaapt Toetanchamon (2004)
- Duivelsteen (2005)
- Het bloed van het lam (2006)
- De Valse Mummie en andere beroemde zaken van Hilaire de Saint-Médard (2006, samen met Katharina Van Cauteren)
- Nostradamus in Orval (2007)
- Springtij (2008, samen met Guy Didelez)
- Het Illuminati Complot (2008)
- Los Zand (2009)
- De Paus van Satan (2011, samen met Philip Coppens)
- De Zaak Louis XVII (2012)
- Van Galgenberg tot Duivelsput (2013)
- Het Geslacht van de Engel (2014)
- Scharpenelle (2014)
- Schimmen uit de vergeetput (2016, met Guy Didelez)
- Reynaert de Vos (2018, met Katharina Van Cauteren en Rik Van Daele)
- Pelléas en Mélisande (2020, met Maurice Maeterlinck)
- Het huis in de Spanjaardstraat (2020)

### Poëzie
- Een tuiltje antarctische rozen (1982)
- Uit de ouwe-foto-doos (1983)
- Want de golem is geen mens (1984)
- Memoires van Heer Halewijn (2014)
- Eutopia/Blackout (2016)
- Malemort/Blackout (2017)
- Legenden van Lagelande (2023)

### Non-fictie
- Mysteries van het Lam Gods (1991)
- Landru bestaat niet (1992)
- Het Orakel Ontgraven (met Guy Didelez, 1993)
- De Mythe van de Rechtvaardige Rechters (1995)
- Sterke verhalen (1995)
- Scenario schrijven (2015, cursus CVA)
- De Hamer van Thor (2015, met Ysa Pastora)
- Het Mysterie van Marville (2016)
- Een magisch-realist in Mysterieus België (autobiografie, 2025)

- Digitale Bibliotheek voor de Nederlandse Letteren: bern010
- Gemeinsame Normdatei: 115500197
- International Standard Name Identifier: 0000 0001 0966 5920
- Library of Congress Control Number: n93063465
- Nederlandse Thesaurus van Auteursnamen: 06924197X
- Système universitaire de documentation: 078157188
- Virtual International Authority File: 266445180
- WorldCat: E39PBJjCRJqBMqV4dBRm7PR3Qq